# Trindade (Sao Tomé-et-Principe)
Pour les articles homonymes, voir Trindade.
Trindade est une ville de Sao Tomé-et-Principe située sur l'île de São Tomé, dans le district de Mé-Zóchi, dont elle est le siège. Avec son agglomération de 14 700 habitants, la ville est la deuxième plus peuplée du pays, après la capitale São Tomé.

## Climat
Trindade est dotée d'un climat tropical de type As selon la classification de Köppen, avec des précipitations plus importantes en hiver qu'en été. La moyenne annuelle de température est de 22,8 °C et celle des précipitations de 1 346 mm.